# Швебоджински окръг
Швебоджински окръг (на полски: Powiat świebodziński) е окръг в Западна Полша, Любушко войводство. Заема площ от 936,57 км2. Административен център е град Швебоджин.

## География
Окръгът обхваща територии от историческите области Долна Силезия и Великополша. Разположен е в централната част на войводството.

## Население
Населението на окръга възлиза на 56 777 души (2012 г.). Гъстотата е 61 души/км2.

## Административно деление
Административно окръгът е разделен на 6 общини.
Градско-селски общини:
- Община Збоншинек
- Община Швебоджин

Селски общини:
- Община Лагов
- Община Любжа
- Община Скомпе
- Община Шчанец

## Фотогалерия
- Швебоджин
- Збоншинек